# Bernd Heidenreich
Bernd Heidenreich (né le 29 avril 1955 à Francfort-sur-le-Main) est un historien et homme politique allemand (CDU). De 2003 à 2017, il est directeur du Centre d'État d'éducation politique de Hesse (de).

## Biographie
Heidenreich est issu d'une famille de fonctionnaires de Francfort. Après avoir obtenu son diplôme d'études secondaires en 1976 à l'école Ziehen (de) de Francfort-sur-le-Main, Heidenreich étudie l'histoire et l'allemand à l'Université Johann Wolfgang Goethe de Francfort-sur-le-Main de 1977 à 1981. Il réussit les deux examens d'État (1981 et 1983) pour l'enseignement supérieur et obtient son doctorat en 1985 auprès de Dieter Kimpel (de) (littérature allemande moderne) à l'Institut de langue et littérature allemandes II avec la thèse Sophie von La Roche - une biographie.
En 1987, Heidenreich devient conseiller politique du groupe parlementaire CDU au parlement de l'État de Hesse à Wiesbaden. Plus récemment, il est directeur du gouvernement. En 1992, il devient représentant permanent du directeur du Centre d'État d'éducation politique de Hesse (de) (directeur gouvernemental principal). En 2003, il devient lui-même directeur du siège de l’État. De 2001 à 2009, il est conseiller municipal CDU à Francfort. Il est membre (bénévole) du conseil municipal de Francfort-sur-le-Main depuis 2009. Il est affecté à l'aile économiquement libérale de son parti et est membre de l'association des entreprises et des entreprises de taille moyenne (de) CDU/CSU.
Heidenreich publie un certain nombre d'ouvrages sur les études régionales historiques et politiques de la Hesse. Il est le deuxième président de la Commission historique de Francfort, membre de la Commission historique hessoise de Darmstadt (de), de la commission de recherche sur la préhistoire et l'histoire du parlementarisme en Hesse, membre du conseil d'administration de la Société pour l'histoire de Francfort eV et familier de l'Ordre teutonique.
Avec son collègue protestant Rudolf Kriszeleit (de), Heidenreich est président du conseil de surveillance de l'association parrainant du troisième congrès œcuménique de l'Église 2021 (de) à Francfort-sur-le-Main
Heidenreich est marié et père de deux enfants.

## Honneurs
- 2009 Plaque romaine en or de la ville de Francfort-sur-le-Main (de)[7]
- Plaque Goethe (de) 2015 du ministère des Sciences et des Arts de Hesse[7]
- Ordre du Mérite de Hesse 2017[7]
- Croix fédérale du mérite 2022 sur ruban[8]
- 2022 Plaque Saint-Georges du diocèse de Limbourg[7]

## Publications (sélection)
- Sophie von LaRoche – eine Werkbiographie (= Frankfurter Hochschulschriften zur Sprachtheorie und Literaturästhetik. Volume 5). Lang, Francfort-sur-le-Main, 1986,  (ISBN 3-8204-8959-2)
- avec Konrad Schacht (de) (dir.), Hessen – eine politische Landeskunde (= Schriften zur politischen Landeskunde Hessens. Volume 1). Kohlhammer, Stuttgart, 1993,  (ISBN 3-17-012581-8).
- avec Werner Wolf (de) (dir.), Der Weg zur stärksten Partei 1945–1995. 50 Jahre CDU Hessen. Verlag Wissenschaft und Politik, Cologne, 1995,  (ISBN 3-8046-8827-6).
- avec Konrad Schacht (dir.), Hessen – Gesellschaft und Politik (= Schriften zur politischen Landeskunde Hessens. Volume 2). Kohlhammer, Stuttgart, 1995,  (ISBN 3-17-013169-9).
- avec Konrad Schacht (dir.), Hessen – Wahlen und Politik (= Schriften zur politischen Landeskunde Hessens. Volume 3). Kohlhammer, Stuttgart, 1996,  (ISBN 3-17-013604-6).
- avec Klaus Böhme (de) (dir.), Hessen – Verfassung und Politik (= Schriften zur politischen Landeskunde Hessens. Volume 4). Kohlhammer, Stuttgart, 1997,  (ISBN 3-17-014923-7).
- (dir. avec Klaus Böhme), „Einigkeit und Recht und Freiheit“. Die Revolution von 1848/49 im Bundesland Hessen. Westdeutscher Verlag, Opladen, 1999,  (ISBN 3-531-13383-7).
- (dir.) Geist und Macht. Die Brentanos. Westdeutscher Verlag, Opladen, 2000,  (ISBN 3-531-13477-9).
- (dir. avec Klaus Böhme), Hessen – Geschichte und Politik (= Schriften zur politischen Landeskunde Hessens. Volume 5). Kohlhammer, Stuttgart, 2000,  (ISBN 3-17-016323-X).
- (dir. avec Walter Mühlhausen (de)), Einheit und Freiheit. Hessische Persönlichkeiten und der Weg zur Bundesrepublik Deutschland. Westdeutscher Verlag, Wiesbaden, 2000,  (ISBN 3-531-13480-9).
- (dir. avec Frank-Lothar Kroll), Macht oder Kulturstaat? Preußen ohne Legende. Berlin Verlag Arno Spitz, Berlin, 2002,  (ISBN 3-8305-0267-2).
- (dir.) Politische Theorien des 19. Jahrhunderts. Konservatismus, Liberalismus, Sozialismus. Akademie-Verlag, Berlin, 2002,  (ISBN 3-05-003682-6) (Digitalisat).
- (dir. avec Frank-Lothar Kroll), Theodor Fontane – Dichter der deutschen Einheit. BWV, Berlin 2003,  (ISBN 3-8305-0295-8).
- (dir. avec Ewald Grothe), Die Grimms – Kultur und Politik. Societäts Verlag, Frankfurt am Main 2003,  (ISBN 3-7973-0852-3). 2e éd. 2008.
- (dir. avec Klaus Böhme), Hessen – Land und Politik (= Schriften zur politischen Landeskunde Hessens. Volume 6). Kohlhammer, Stuttgart, 2003,  (ISBN 3-17-017406-1).
- (dir.): Hessen – Kultur und Politik. Die Bibliotheken (= Schriften zur politischen Landeskunde Hessens. Volume 7). Kohlhammer, Stuttgart 2005,  (ISBN 3-17-018613-2).
- (dir. avec Hans-Christof Kraus, Frank-Lothar Kroll), Bismarck und die Deutschen. BWV, Berlin 2005,  (ISBN 3-8305-0939-1).
- (dir. avec Frank-Lothar Kroll), Wahl und Krönung. Societäts Verlag, Francfort-sur-le-Main, 2006,  (ISBN 978-3-7973-0945-7).
- (dir. avec Eckhart G. Franz), Kronen, Kriege, Künste. Das Haus Hessen im 19. und 20. Jahrhundert. Societäts Verlag, Francfort-sur-le-Main, 2009,  (ISBN 978-3-7973-1142-9).
- (dir. avec Sönke Neitzel), Medien im Nationalsozialismus. Schöningh, Paderborn, 2010,  (ISBN 978-3-506-76710-3).
- (dir. avec Gerhard Göhler (de)), Politische Theorien des 17. und 18. Jahrhunderts. Staat und Politik in Deutschland. von Zabern, Darmstadt, 2011,  (ISBN 978-3-8053-4327-5).
- (dir. avec Sönke Neitzel), Das Deutsche Kaiserreich 1890–1914. Schöningh, Paderborn, 2011,  (ISBN 978-3-506-77168-1).
- (dir. avec Angelika Röming), Das Land Hessen. Geschichte – Gesellschaft – Politik. Kohlhammer, Stuttgart, 2014,  (ISBN 978-3-17-023259-4).
- (dir. avec Evelyn Brockhoff, Anne Bohnenkamp-Renken et Wolfgang Bunzel), Die Brentanos – eine romantische Familie? Henrich Druck u. Medien, Francfort-sur-le-Main, 2016,  (ISBN 978-3-943407-69-3).